# The China Problem
«The China Problem» (En España «El Probrema de China» y en Hispanoamérica «El Problema chino») es el octavo episodio de la 12.ª temporada de South Park, que fue estrenado por primera vez en Hispanoamérica el 1 de junio de 2009. El episodio fue dedicado a la memoria de Isaac Hayes, quien le daba la voz al personaje de "Chef" en la serie, antes de que muriera por una Apoplejía en agosto del 2008.

## Trama
Cartman ha sido plagado por pesadillas persistentes sobre los chinos desde que vio la ceremonia de Inauguración de los juegos olímpicos de Pekín en 2008 en la TV, y su mamá intenta calmarlo, pero Cartman empieza a creer que los chinos, con sus "2 mil millones" de personas y sus "avances tecnológicos" están planeando dominar a Norteamérica y al mundo. Concluye que EE. UU. será invadido por los chinos en días. Al día siguiente, Cartman advierte a Stan, Kyle y a Kenny, pero Kyle de repente huye. Stan luego lo confronta y Kyle comenta que no puede pretender que todo es normal después de la "violación de un amigo", Confiesa sus sentimientos de culpa profunda y se da cuenta de que Stan y sus amigos "solo estuvieron ahí y no hicieron nada". Stan admite que comparte los sentimientos de Kyle pero no se puede hacer nada. Mientras tanto, cartman encuentra a Butters y lo convence de que China irá a dominar a EE. UU. y que matará a los padres de Butters. Butters decide unirse al grupo de Cartman, el Frente Liberador (Norte)americano.
Kyle tiene una pesadilla sobre la violación revelada en "Indiana Jones y el reino de la calavera de cristal", que vio temprano en la mañana, Vio a George Lucas y Steven Spielberg "violar" a Indiana Jones, cosa que en su opinión personal, fue una injusticia a las películas anteriores. Los otros chicos similarmente ven lo mismo. Jimmy, en el lago, ve a Stan deprimido, y los dos conversan sobre el incidente, y mientras Stan se va, Jimmy dice que no puede pretender que las cosas no han cambiado. Más tarde, las secuencias en los sueños de los chicos son más literales en su interpretación del término "violación".
Mientras tanto, Cartman y Butters se visten como unos estereotipos de chicos chinos y van al restaurante chino de P.F Chang a intentar engañar a los chinos para que les cuenten su plan de "invasión". La frustración de Cartman se dobla al ver que los mismos estadounidenses están trabajando allí, y (en su punto de vista) traicionando a su país. Los 2 chicos empiezan a molestar a todos, pero cuando les piden que se vayan, en su lugar toman el restaurante entero. Cartman le da a Butters una pistola y le ordena disparar al señor que intenta escapar, Butters accidentalmente le dispara al señor en el pene. Cartman, muy enojado, le dice a Butters que "disparar a los hombres en el pene es vergonzoso e inmoral".
Al tiempo, Kyle visita al abogado del Distrito del Condado Park y le pregunta sobre arrestar a Spielberg y a Lucas por violar a Indiana Jones. El abogado inicialmente rechaza el caso pues no había pruebas, Luego Stan, Jimmy, Clyde y Kenny van a ayudar y a testificar con Kyle, pero cuando hacen revivir la violación en su mente, el abogado acepta ayudarlos. El abogado y los chicos van a la estación de Policía del Condado Park e intenta convencer al Sargento Yates para encontrar a Lucas y a Spielberg, pero Yates se rehúsa, pues nunca vio la película, lo que deja a los chicos asombrados. Después de que otro policía admite que vio la película y revive la violación en su mente, Yates acepta ayudar a los chicos a arrestar a Lucas y a Spielberg. En el restaurante, la policía llega a responder la situación. Notando que uno de ellos es chino, Cartman piensa que ese chino se ha infiltrado en los EE. UU. Demanda hablar directamente con el Presidente, la única opción segura en su punto de vista. Cuando la policía intenta entrar al restaurante, Butters lanza un disparo de advertencia que también da en el pene del policía chino de objetivo, enfureciendo a Cartman.
Por otro lado, la policía encuentra y arrestan a Spielberg y a Lucas, quienes literalmente estaban violando a un Stormtrooper. Los dos son llevados a la cárcel. Mientras tanto, en el restaurante, Butters disparó a un oficial de la SWAT en el pene, y se quedó en el piso dolorido, cosa que hizo a Cartman rendirse, y abandonar la misión de salvar a EE. UU. por la frustración. Cuando camina afuera para avisar su rendición, un oficial de policía informa a los otros que Lucas y Spielberg están finalmente arrestados. Los oficiales dicen que "todo se acabó", y mientras todos se estaban abrazando y llorando, Cartman y Butters salen de ahí. Cartman últimamente explica a Butters que verlo "enloquecer" lo ha hecho caer en cuenta que los norteamericanos al ver que hay otra potencia puede convertirlos en monstruos, y que necesitan aceptar esa idea. Añade que siempre querrá defender su país, pero no "a base de perder la dignidad" disparándole a los penes. Cuando Cartman se va, Butters dice que no entiende el gran caso acerca de la calavera de cristal, pues pensaba que era una buena película.

## Controversia
Las escenas de violación del episodio causaron alguna controversia. Caterine Elsworth de "El telégrafo" en EE. UU. escribió que Parker y Stone vieron que "tenían que tomar el tabú y ponerlo en un lugar que los televidentes de South Park hubieran encontrado como difícil". Nikki Finke reportó que Paramount, que es dueña de la franquicia de Indiana Jones no tiene intención de protestar contra el episodio. El episodio fue nombrado "El peor contenido de cable de la semana" por la Comisión de Padres en la Televisión de EE. UU., por "Explotar el tema de una violación de una sátira de una película".
Durante la controversia de Indiana Jones, nueve animadores apoyaron a Trey Parker, Matt Stone y al episodio que incluyó a Seth MacFarlane, Matt Groening,  Brad Bird, Nick Park, Butch Hartman, Stephen Hillenberg, Seth Green, Matthew Senreich y Mike Judge, así como ocho actores de voz, incluidos Tom Kenny, Cree Summer, Los Simpson elenco (Dan Castellaneta, Julie Kavner, Nancy Cartwright y  Yeardley Smith), Veronica Taylor y John DiMaggio.